# TNtop
TNtop était le nom d'un bouquet de chaînes à péage sur la télévision numérique terrestre française commercialisé par Vestavision SAS. Agréé en juillet 2007, le bouquet a commencé sa commercialisation le 2 juin 2008 auprès d'un réseau de 1000 revendeurs.  Le 18 janvier 2010, TV Numeric rachète son concurrent TNTop. À ce titre, TV Numeric devient TV Num.

## Offre

### Matériel et abonnement
L'offre était accessible depuis toute zone couverte par les réseaux de télévision numérique terrestre française, grâce à un décodeur Sagem ITD 92HD embarquant le contrôle d'accès Viaccess 3 et donnant accès aux chaînes diffusées en haute définition, commercialisé à la vente à un prix conseillé de 49,90 € (99 € jusqu'au 1er septembre 2008).
L'abonnement n'est pas obligatoire ; sans souscription, il est nécessaire de régler à Vestavision, le montant de 100 € supplémentaires, destiné à couvrir la subvention ainsi accordée aux acheteurs ayant choisi de s'abonner. Le décodeur ne fonctionne qu'avec une carte TNtop insérée dans le lecteur. L'abonné est ainsi propriétaire de son matériel, dont le fonctionnement est effectif même après résiliation de l'offre, possible à l'issue des 12 premiers mois d'engagement minimum.

### Chaînes
Le décodeur Sagem donne l'accès aux chaînes nationales, locales et étrangères gratuites reçues sur la zone de réception considérée, y compris celles diffusées en Haute Définition.

### TNT gratuite
- 1 : TF1
- 2 : France 2
- 3 : France 3
- 4 : Canal+ (plages en clair)
- 5 : France 5
- 6 : M6
- 7 : Arte
- 8 : Direct 8
- 9 : W9
- 10 : TMC
- 11 : NT1
- 12 : NRJ 12
- 13 : LCP Assemblée Nationale / Public Sénat
- 14 : France 4
- 15 : BFM TV
- 16 : i>Télé
- 17 : Direct Star
- 18 : Gulli
- 19 : France Ô
- 20 à 29 : Locales
- 30 : TPS Star (plages en clair)
- 31 : Paris Première (plages en clair)
- 32 : Canal+ Sport (plages en clair)

### TNT payante
- 4 : Canal+ HD pendant les plages cryptées (en option)
- 30 : TPS Star (en option)
- 31 : Paris Première (en option)
- 32 : Canal+ Sport (en option)
- 33 : Canal+ Cinéma (en option)
- 34 : AB1 (disparue du bouquet en 2008) (en option)
- 35 : Planète (en option)
- 36 : TF6 (en option)
- 37 : Canal J (disparue du bouquet en 2009) (en option)
- 38 : LCI (en option)
- 39 : Eurosport France  (en option)

La chaîne AB1 a été retirée de l'offre TNtop à la suite de l'interruption définitive de sa diffusion sur le multiplex R4, le 30 octobre 2008, ainsi que Canal J sur le multiplex R3 le 1er mai 2009.

### TNT en HD
- 51 : TF1 HD
- 52 : France 2 HD
- 56 : M6 HD
- 57 : Arte HD

### Tarification
Hors promotion :
- Frais d'accès : 30 euros
- Abonnement mensuel : 6,90 euros
- Accès à Canal+ Le Bouquet : facturation par Canal+